# Électrisation (santé)
Ne doit pas être confondu avec Électrocution.
Pour les articles homonymes, voir Électrisation.
 Mise en garde médicale
L'électrisation est le passage accidentel ou délibéré d'un courant électrique dans le corps d'un humain ou d'un animal. Elle peut entraîner une atteinte des tissus et des organes.
En français, le terme électrisation désigne spécifiquement l'action d'électriser ou l'ensemble des effets d'un courant électrique dans un organisme vivant, tandis que le mot électrocution implique le décès de l'électrisé. Cependant, dans le langage courant les deux termes sont employés l'un pour l'autre.
Le terme électrocution est un emprunt à l'anglais américain electrocution (attesté dès 1890), où il désigne spécifiquement l'exécution d'un condamné à mort par le passage d'un courant électrique.
Le foudroiement, ou la fulguration (au sens large), désigne l'électrisation par un courant de foudre.

## Paramètres des effets du courant électrique
Les effets d'un courant électrique sur le corps humain dépendent :
- du type de courant, alternatif (le plus souvent alternatif sinusoïdal de fréquence 50 Hz) ou continu (de fréquence nulle) ;
- de l’intensité du courant qui dépend elle-même de la tension (différence de potentiel entre masses) et de la résistance du corps humain ;
- du trajet du courant à travers le corps ;
- de la durée du passage.

### Résistance et impédance du corps humain
La résistance du corps humain (c'est-à-dire son opposition au passage du courant) est elle-même composée de plusieurs résistances en série ou en parallèle selon le trajet du courant, défini par la loi d'Ohm.
Dans le cas d'un courant alternatif, cette résistance est appelée plus précisément impédance. Les tissus du corps humain peuvent être représentés par une succession de résistances R et de réactances (inductances et capacités) X, le tout constituant une impédance Z : Z² = R² + X². Cette impédance du corps humain Z résulte de la somme des impédances de la peau ou muqueuse aux points de contacts Zp1 et Zp2 et de l’impédance interne des tissus Zi.
L’impédance interne (Zi) est sensiblement toujours la même pour un même individu, sauf si la surface de contact est très faible, auquel cas elle augmente. La résistance totale décroît rapidement lorsque l'intensité du courant augmente.

### Variations de la résistance
La résistance ou l'impédance du corps humain varient selon :
- le trajet du courant (emplacement des points de contact) ;
- la surface de contact cutanée, et la surface de section des structures traversées par le courant ; la résistance est inversement proportionnelle à cette surface ;
- le temps de contact ; les lésions sont proportionnelles à la durée ;
- l'état de la surface de contact : la résistance diminue avec la finesse et l'humidité de la peau, De 2 × 106 Ω pour une peau épaisse, sèche et calleuse, à 500 Ω pour une peau fine et humide.

Les tissus biologiques ont une résistance variable, le plus souvent faible (900 Ω pour le foie), élevée pour les os (300 000 Ω). Cette résistance varie aussi avec leur état : lorsque les tissus brûlent, leur résistance augmente.

## Électrisation par le sol

Dispersion de la tension électrique au niveau du sol d'une ligne aérienne tombée avec un défaut à la terre. L'entonnoir de potentiel (ligne rouge en bas du diagramme) représente l'évolution de la tension à la surface de la terre en fonction du lieu. Concrètement, lorsqu'une personne se trouve dans cette zone, une tension électrique dangereuse, appelée tension de pas peut apparaître entre ses jambes en raison de la différence de tension entre chacun de ses pieds.

Lorsqu'un courant électrique est introduit dans le sol, par exemple lors de la chute d'une ligne électrique ou de l'impact d'un éclair, ce courant provoque, selon la loi d'Ohm, une tension électrique proportionnelle à la résistance électrique du sol (U =Ri). Plus le courant ou la résistance sont élevés, plus la tension est élevée. Comme le sol est plutôt mauvais conducteur d'une part et que les courants de foudre peuvent atteindre des amplitudes élevées d'autre part, cela conduit inévitablement à des intensités de champ électrique élevées dans le sol. En cas d'impact de foudre, des courants de quelques dizaines de milliers d'ampères peuvent apparaître brièvement.
Un corps qui, dans la zone du sol parcourue par le courant, présente deux points de potentiels différents, est soumis à un courant électrique. Cette tension peut atteindre plusieurs milliers de volts et provoquer une électrocution. Le potentiel électrique qui commence au point d'impact et la foudre ou de contact avec le sol d'une ligne électrique par exemple s'étend vers l'extérieur et présente la forme d'un entonnoir de potentiel (voir illustration à droite). La différence de tension entre deux points du sol dépend de la densité de courant dans la zone des points de contact (plus elle est proche du point d'impact, plus la densité de courant est élevée), de la résistance du sol (plus la résistance est élevée, plus la tension décroissante qui en résulte est élevée pour un même flux de courant), de l'intensité absolue du courant introduit ainsi que de la position et de la distance des points de contact (en général, l'écartement des pieds).
Le risque est largement diminué si le corps ne touche le sol qu'à un seul endroit, le plus petit possible. À proximité d'une ligne électrique tombée au sol, il faut se tenir les pieds serrés et progresser par bonds, les pieds joints. C'est aussi pourquoi, en cas d'orage, il faut s'accroupir pour ne pas attirer soi-même la foudre et serrer les pieds, mais en aucun cas s'asseoir ou même s'allonger - on subirait alors une tension de pas potentiellement mortelle en cas d'impact de foudre proche.
Se coucher à plat sur le sol dans l'entonnoir de potentiel est considéré comme encore plus dangereux que de se tenir debout les jambes écartées, car le contact avec le sol est encore plus important en raison de la grande surface exposée, ce qui risque d'entraîner un flux de courant encore plus élevé à travers tout le corps.
Les animaux en plein air sont également menacés par la diffusion d'électricité dans le sol, par exemple les vaches qui paissent, car elles se tiennent naturellement au sol avec quatre jambes avec un grand écart entre les pattes.

## Épidémiologie

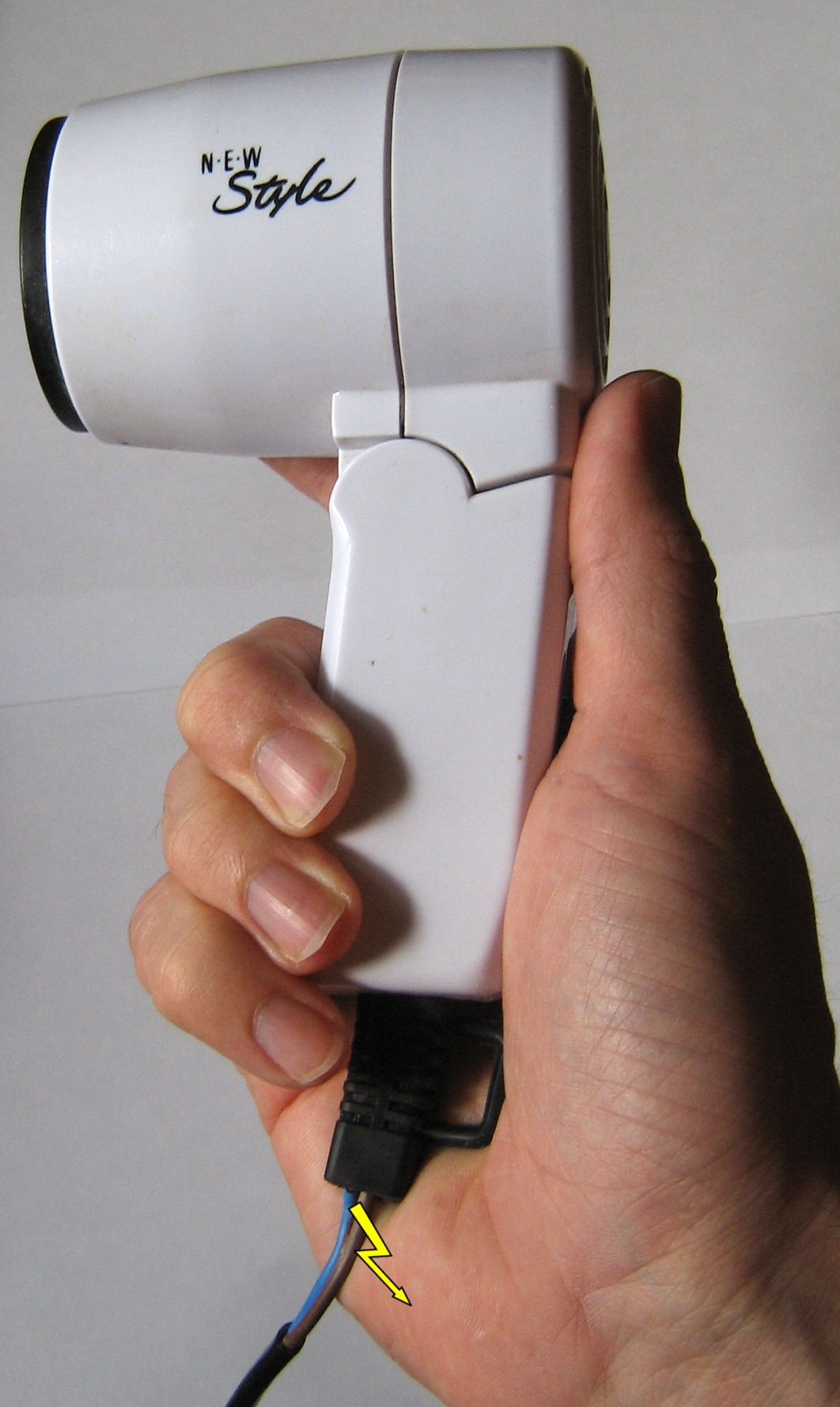
Appareil électrique défectueux, d'autant plus dangereux avec la main mouillée.

### Électrisations en France
En France, on compte chaque année environ trois mille accidents d'électrisation, dont près de 200 cas hospitalisés pour brûlures électriques (soit de 3 à 5 par million d'habitants et par an). Les électrocutions sont rares par rapport à l'ensemble des accidents de la vie courante. Par exemple, en France en 2006, plus de 18 000 décès par de tels accidents ont été signalés, les électrocutions comptant pour 61 décès.
Les accidents d'électrocution sont des accidents domestiques et de loisirs dans près de deux tiers des cas, le tiers restant étant les accidents du travail. Les victimes sont très majoritairement masculines.
Les accidents domestiques sont surtout concernés par le courant 230 volts alternatif de 50 hertz. Les victimes sont les petits enfants (moins de 5 ans) à proximité d'installations défectueuses, prolongateurs, fiches non conformes, interrupteurs démontables... et les adultes bricoleurs d'appareils sous tension, utilisateurs d'appareils électriques avec les mains mouillées (salle de bain), installation d'antennes, etc.
Les loisirs d'extérieur (à proximité de lignes à haute tension) sont nombreux et variés : pêche avec canne en carbone, voile, parachutisme et sports aériens, jeux d'adolescent (ascension de pylône, montées sur le toit des maisons ou des trains...).
Les accidents du travail dans la production et la distribution d'électricité sont rares, en raison des mesures de sécurité en milieu professionnel. Ils concernent plutôt d'autres activités à proximité des lignes aériennes ou enterrées : échafaudage, élagage, travaux de toiture, conduite d'engins de travaux publics (grues, pelles mécaniques...), déplacement d'objets longs et métalliques (tubes et tuyaux). Il existe des accidents en milieu hospitalier (instruments et appareils électriques médicaux).

### Foudroiements en Allemagne
Pour un article plus général, voir Kéraunopathologie.
Les statistiques en Allemagne rapportent 13 accidents mortels entre 1952 et 1962 dus à un impact indirect de la foudre en extérieur. Les personnes se trouvaient à une distance de 1,5 à 8 mètres du point d'impact. Les statistiques répertorient également des lésions corporelles temporaires dues à des brûlures, des paralysies et des troubles sensoriels à des distances comprises entre 1 et 150 m du point d'impact. Une distance de 30 mètres du point d'impact est généralement suffisante pour être protégé mais cette distance peut augmenter suivant la nature du sol notamment en zone rocheuse. Dans l'eau cette distance peut être supérieure à 100 mètres.

## Effets sur l'homme
On distingue les effets directs dus au passage du courant (par exemple tétanie ou contraction musculaire) et les effets thermiques indirects (brûlures par chaleur liée à la résistance).
Une formule est souvent citée : « les ampères tuent et les volts brûlent », il s'agit d'une simplification plutôt inexacte car d'autres facteurs entrent en jeu.

### Mécanismes des lésions

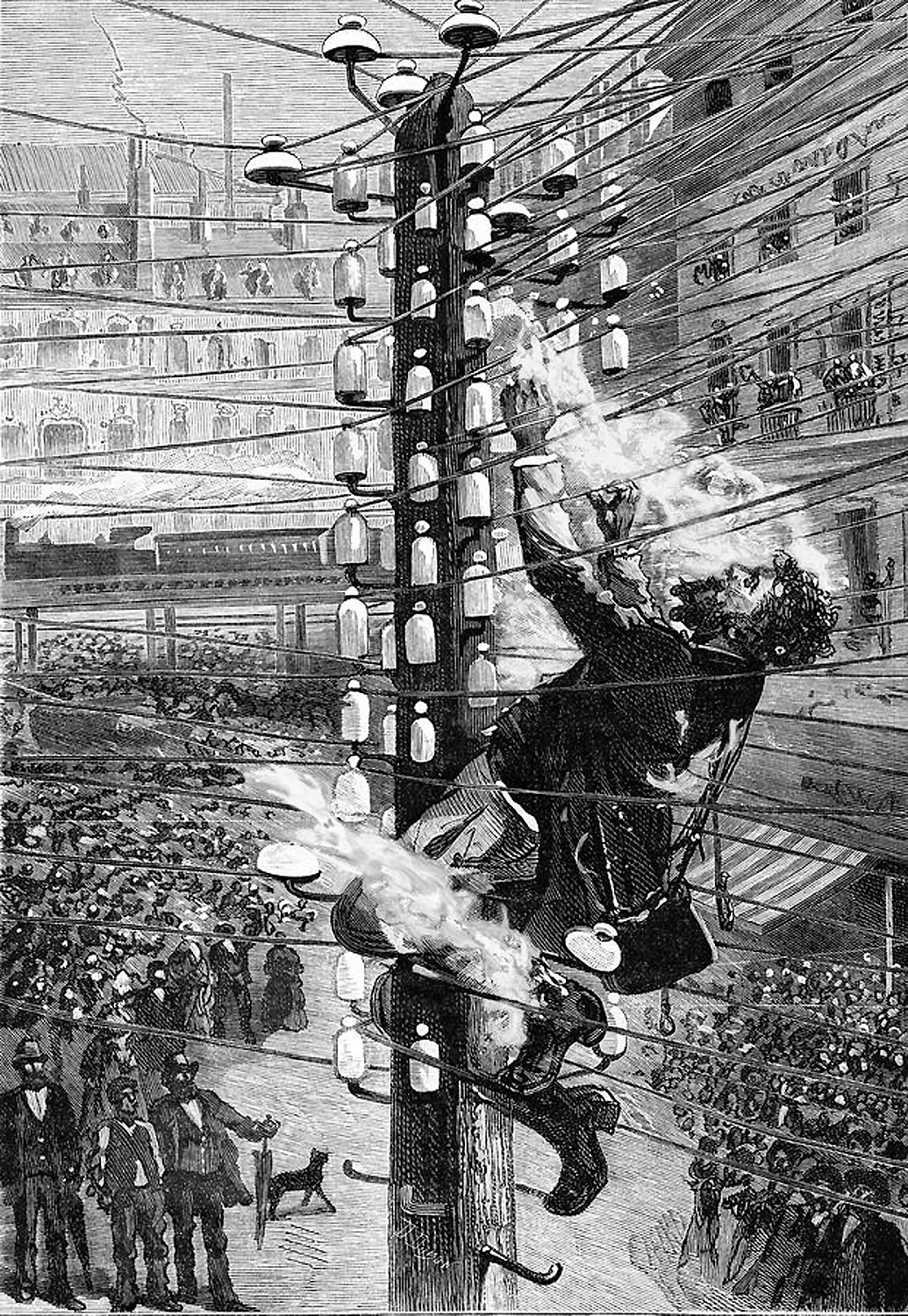
Mort d'un télégraphiste dans une rue passante de New-York, le 11 octobre 1889. Les lignes de télégraphe étaient à proximité de lignes de haute tension. Le corps du malheureux, pris dans les câbles, se consuma en public durant plus d'une demi-heure. Illustration de la « Physique populaire » (1891) d'Émile Desbeaux.

En cas de contact avec une zone électrique non protégée, le corps humain est intégré dans un circuit électrique. Le courant passe entre le point de contact (main, doigt...) et les pieds au sol dont le potentiel électrique est, par convention, de zéro volt.
Le corps est soumis à une différence de potentiel variant selon la source : courant domestique (230 V), rail de métro (750 V), jusqu'aux lignes aériennes à haute tension (20 000 V et plus) et caténaires des voies ferrées (25 000 V).

#### Trajets du courant
En courant continu, on peut observer des lésions aux points d'entrée et de sortie. En courant alternatif, on ne parle que de points de contact (pas de distinction entre entrée et sortie).
Le courant électrique qui traverse le corps utilise les voies de moindre résistance, par ordre croissant : fibres nerveuses, vaisseaux (contenant un liquide), muscles, tendons, graisse, os. Aux fortes intensités, le courant s'écoule le long du chemin le plus court.
Le trajet présumé du courant détermine le type de lésion viscérale à redouter. Les trajets courts (par exemple, petit enfant mettant deux doigts dans une prise) exposent à des brûlures électriques. En basse tension (courant domestique), en contact prolongé, le risque vital est engagé si le trajet concerne le thorax et traverse le cœur (risque de fibrillation ventriculaire). En haute tension, s'ajoute le risque de brûlures des organes profonds.

#### Conséquences
Le passage du courant provoque des perturbations fonctionnelles puis des lésions anatomiques allant jusqu'à la nécrose dans tous les tissus traversés. Les cellules nerveuses et musculaires sont les plus sensibles. À ce niveau cellulaire, il se produit un phénomène dit électroporation qui induit la formation de pores dans la membrane cellulaire, d'où une perte d'ions et de molécules dans le milieu extérieur aboutissant à la mort cellulaire. Celle des cellules musculaires se traduit par une rhabdomyolyse, susceptible d'entraîner à moyen terme une insuffisance rénale.
Ces lésions sont aggravées par une intense réaction inflammatoire, accompagnée d'une augmentation de la coagulabilité (risque de thrombose).
Les brûlures sont liées à l'effet Joule, selon la résistance du conducteur, l'intensité du courant et le temps d'application (loi de Joule). Selon l'énergie exprimée en joules, la brûlure peut aller jusqu'à la carbonisation.
Dans le cas de la formation d'un arc électrique, dont la température est de 2500 °C, on observe des brûlures par rayonnement thermique. De plus, dans le cas de haute tension, il n'est pas nécessaire d'être en contact cutané, la tension est si élevée qu'elle « agit directement » sur le corps proche, le corps étant un meilleur conducteur que l'air.

### Manifestations cliniques
Il existe un continuum d'effets biologiques selon l'intensité du courant et les facteurs liés au sujet ; de la sensation minimale d'un courant électrique (picotement lingual ou cutané), la secousse musculaire avec lâcher ou rejet au loin, la tétanie musculaire qui réalise une crispation empêchant le lâcher, etc., jusqu'à l'arrêt cardio-respiratoire ou à la carbonisation. Plusieurs seuils pathologiques ont été déterminés (voir la section Seuils biologiques).

#### Manifestations immédiates

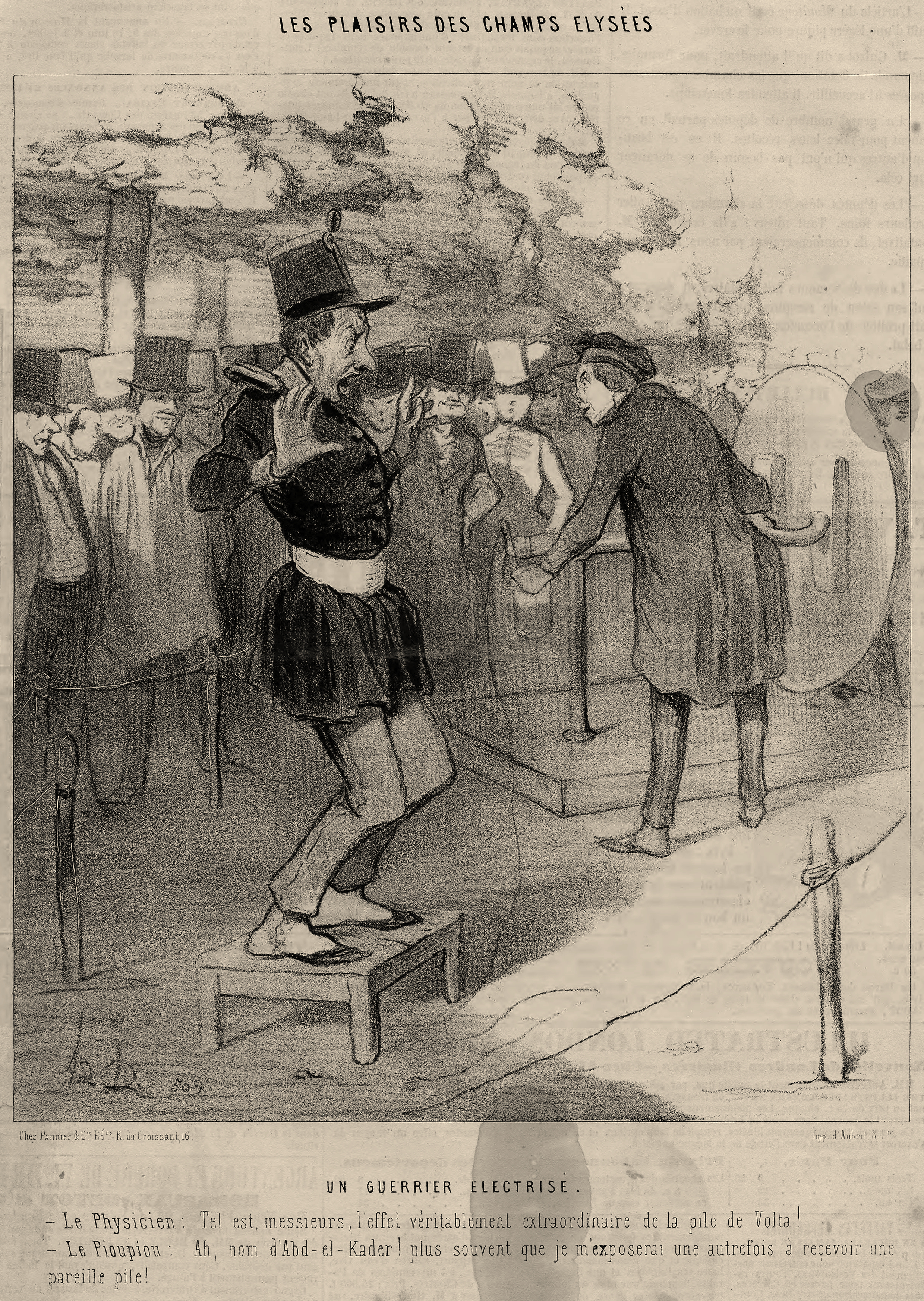
Démonstration publique sur les Champs-Élysées ou un guerrier électrisé. — Tel est, messieurs, l'effet véritablement extraordinaire de la pile de Volta ! — Ah, nom d'Abd-el-Kader ! plus souvent que je m'exposerai une autrefois à recevoir une pareille pile ! par Honoré Daumier (1844).

La secousse musculaire simple avec lâcher, en pleine conscience, est une situation brève, bénigne et fréquente. En plus de l'émotion, il peut se produire une chute par déséquilibre (risque de traumatisme secondaire).
La tétanisation musculaire avec « non-lâcher » et contact prolongé s'accompagne d'une expérience douloureuse avec angoisse de mort, sensation de paralysie de la volonté et des muscles, sensations d'étau thoracique et d'arrêt cardiaque, d'abord en pleine conscience puis avec des modifications sensorielles (acouphènes, surdité, amaurose, hallucinations visuelles...). Ces troubles peuvent se prolonger jusqu'à la perte de conscience et au coma.
Avec ou sans chute, ces contractions musculaires peuvent être à l'origine de fractures osseuses, surtout scapulaires (omoplate, épaule), moins de la colonne vertébrale. Elles peuvent conduire à une détresse respiratoire (par tétanisation des muscles respiratoires, ou par atteinte des centres nerveux respiratoires).
Les manifestations cutanées peuvent être marquées par des lésions de points de contact, d'entrée ou de sorties. De telles lésions peuvent se présenter comme de petits cratères gris ou blanc nacré, avec noircissement, entourés d'une zone rouge. Les lésions par arc électrique sont plus étendues, formées d'une multitude de petites lésions superficielles « en peau de crocodile ». Les brûlures par haute tension peuvent être étendues mais surtout très profondes.
Les manifestations oculaires sont la kératite et la conjonctivite, provoquées par le courant ou l'éclair électrique. L'atteinte de la bouche et des lèvres se voit chez le petit enfant.
Les troubles cardiaques existent chez un tiers des sujets électrisés, ils apparaissent immédiatement ou dans les 48 heures : troubles du rythme, nécrose ou infarctus du myocarde. La fibrillation ventriculaire est la cause de la majorité des décès immédiats.
Dans certains cas, il n'existe pas de lésions cutanées : contact électrique avec une zone cutanée humide et salée (peau en sueur), pieds dans une flaque d'eau (douche, sol de salle de bain...), corps immergé (électrocution en baignoire). La résistance du corps étant abaissée par l'humidité, la victime peut décéder par arrêt cardiaque sans laisser de traces cutanées visibles.
Chez la femme enceinte, la mort fœtale est possible, même lors d'un accident bénin pour la mère, le liquide amniotique étant un bon conducteur.

#### Manifestations secondaires et tardives
Les troubles secondaires surviennent à partir des premières heures, et ils évoluent parfois pour leur propre compte. Ils sont détectés lors de la surveillance hospitalière (en règle générale sont hospitalisées les électrisations : avec perte de conscience – même brève –, avec brûlure, par courant industriel, et toutes celles selon avis médical).
L'atteinte musculaire peut entrainer la formation d'un œdème important responsable d'un syndrome de loge. L'atteinte des cellules musculaires par rhabdomyolyse peut retentir sur la fonction rénale, l'atteinte rénale touchant entre 3 et 15 % des sujets.
Les troubles cardiaques, déjà décrits en phase immédiate, peuvent apparaitre secondairement.
Des troubles digestifs peuvent survenir : du trouble fonctionnel (atonie ou lenteur digestive) jusqu'aux hémorragies ou perforations d'organe.
Les atteintes neurologiques sont essentiellement dus aux courants de haute tension, qui entrainent une perte de conscience initiale dans 50 % des cas. Un coma électrique qui se prolonge est d'autant de mauvais pronostic. Il s'agit d'un coma profond sans signes de localisation neurologique particulière, à causes multiples (métabolique, circulatoire, cardiaque, traumatique...).
Les autres atteintes neurologiques sont cérébrales (déficits divers selon la zone atteinte, épilepsies...), médullaires (paraplégies), neuropathiques (faiblesse musculaire, douleurs, troubles de la sensibilité). Ces atteintes peuvent être transitoires (quelques heures ou jours) ou laisser des séquelles définitives.
Les troubles tardifs ou séquelles chez un électrisé sont fréquemment des séquelles esthétiques ou fonctionnelles (suite de brûlures électriques). Les troubles neurologiques qui peuvent apparaitre ou se prolonger longtemps après une électrisation (de quelques semaines à plusieurs années) restent mal compris dans leur évolution. Les séquelles psychologiques sont rapprochées d'un trouble de stress post-traumatique.

## Seuils biologiques
Les seuils biologiques peuvent varier en fonction de facteurs individuels comme l'état émotionnel, la sudation, maladies préexistantes, prises médicamenteuses, etc. Par exemple, le « seuil de douleur » est la valeur maximale qu'une personne peut supporter volontairement en tenant une électrode dans la main.

### Courant domestique
Les indications ci-après proviennent des expérimentations faites directement sur l’homme jusqu’au seuil de contraction. Les autres phénomènes ont été provoqués sur des animaux. Elles résument les effets produits par un courant alternatif (50-60 Hz) avec une tension de 230 Volts, suivant l’intensité du courant et son temps de passage.
| Intensité  | Perception des effets                                      | Durée du passage du courant |
| ---------- | ---------------------------------------------------------- | --------------------------- |
| 0,5 à 1 mA | Seuil de perception suivant l'état de la peau              |                             |
| 8 mA       | Choc au toucher, réactions brutales                        |                             |
| 10 mA      | Contraction des muscles des membres - crispations durables | 4 minutes et 30 secondes    |
| 20 mA      | Début tétanisation cage thoracique                         | 60 secondes                 |
| 30 mA      | Paralysie ventilatoire                                     | 30 secondes                 |
| 40 mA      | Fibrillation ventriculaire                                 | 3 secondes                  |
| 75 mA      | Fibrillation ventriculaire                                 | 1 seconde                   |
| 300 mA     | Paralysie ventilatoire et fibrillation ventriculaire       | 110 millisecondes           |
| 500 mA     | Paralysie ventilatoire et fibrillation ventriculaire       | 100 millisecondes           |

### Courant de fréquences supérieures à 100 hertz
- L’énergie électrique sous la forme de courant alternatif de fréquence supérieure à 50/60 Hz est de plus en plus utilisée dans les matériels électriques modernes, par exemple dans l’aviation (400 Hz), les outils portatifs et le soudage électrique (100-200-300 Hz et jusqu’à 450 Hz), l’électrothérapie (quelques kHz), les alimentations de puissance de 20 kHz à 1 GHz.
- L’impédance de la peau est pratiquement inversement proportionnelle à la fréquence pour des tensions de contact de quelques dizaines de volts.

On estime qu’à 500 Hz, l’impédance de la peau est environ le dixième de celle à 50 Hz, elle peut donc être négligée dans beaucoup de cas.
Dans ces conditions, l’impédance totale du corps humain peut être assimilée à son impédance interne Zi, d’où la détermination d’un facteur de fréquence Ff qui est égal au rapport du seuil à la fréquence fx sur le seuil à la fréquence 50 ou 60 Hz pour les mêmes effets physiologiques. Ff = S(fx) / Sf(50/60)
Les seuils de fibrillation à des fréquences inférieures à 1 000 Hz peuvent être représentés, mais sont encore inconnus pour des fréquences supérieures.
- Autres effets pour des fréquences supérieures à 10 000 Hz :

Pour des fréquences comprises entre 10 kHz et 100 kHz, le seuil de perception s’élève approximativement à 100 mA au lieu de 10 mA.
- Aux fréquences supérieures à 100 kHz, une sensation de chaleur au lieu de picotement caractérise le seuil de perception pour des courants de quelques centaines de milliampères.
- Avec des courants de quelques ampères, l’apparition de brûlures est probable en fonction du temps de passage du courant.

### Courant continu
La différence avec l'alternatif est l’excitation deux à trois fois plus élevée des muscles. Lors d’un accident en courant continu, le moment le plus dangereux est la mise sous tension ou la coupure du courant.
On note souvent k le facteur d’équivalence entre courant continu et courant alternatif (rapport d'intensités en ampères entre un courant continu et le courant alternatif ayant le même risque de fibrillation).
- Pour des intensités faibles, une sensation de chaleur est sentie dans les extrémités pendant le passage du courant.
- Les courants transversaux d'au plus 300 mA passant à travers le corps pendant plusieurs minutes peuvent provoquer des arythmies cardiaques réversibles, des marques visibles, des brûlures, des vertiges et parfois l’inconscience.
- Au-dessus de 300 mA, l’inconscience se produit fréquemment.

| Intensité du courant | Effets sur le corps humain      |
| -------------------- | ------------------------------- |
| 2 mA                 | Seuil de perception             |
| 130 mA               | Seuil de fibrillation cardiaque |

## Conduite à tenir en cas d'électrisation (France)

Affiche officielle de soin aux électrisés, en France.

Comment aider la victime : 1) éloigner de la zone électrifiée le plus rapidement possible en prenant soin de ne pas être soi-même électrocuté * 2) Appeler les secours et pratiquer la réanimation cardio-pulmonaire * 3) Mise en PLS en cas de respiration normale

L'électrisation est toujours un accident grave. Mais les conséquences peuvent être bénignes si les opérations de secours sont bien effectuées telles que préconisées dans la publication UTE C18-510 : guide de prescriptions de sécurité, annexe VI page 229, mise à jour 2004, remplacée par la norme NF C18-510.
Penser à P.A.S. : « protéger, alerter, secourir » :
- protéger, en coupant ou en faisant couper l'alimentation en énergie électrique et s'assurer que la remise sous tension ne pourra être effectuée : débrancher la prise, couper le disjoncteur ou l'interrupteur. Protéger aussi la victime de tout risque de chute et d'objet conducteur, ce qui engendrerait des complications ;
- alerter, en prévenant les secours à l'aide d'un message d'alerte par téléphone :
- Numéro d'urgence européen : 112
  - les pompiers : France : 18 ; Belgique : 112
  - le Samu : France : 15 ; Belgique (Ambulance) : 112
  - police secours : France : 17 ; Belgique : 101
- secourir, en assistant la victime dans l'attente de l'arrivée des secours ou en effectuant les gestes enseignés lors des formations des secouristes, suivant le plan d'intervention SST.

## Prévention

Signal d'avertissement

Avec l'utilisation de l'électricité en tant que source d'énergie, les hommes ont, au fur et à mesure des accidents, tenté de se prémunir contre les dangers de cette énergie aussi pratique que dangereuse.
- Il est recommandé de ne manipuler un câble en service qu'avec des gants isolants, dans un environnement non humide.
- L'appareillage, les installations électriques modernes et des normes strictes doivent être respectés pour éviter à l'utilisateur de subir un choc électrique.
- Si cela arrive malgré tout (c'est un accident encore trop fréquent), des systèmes de sécurité très rapides coupent le courant (différentiel).
- Pour autant, la protection n'est jamais totale. De plus, dans les environnements industriels, des réseaux de distribution haute tension, ainsi que pour l'alimentation des trains (caténaires), une exposition même brève est souvent fatale, pire, les systèmes de coupure étant prévus pour se réarmer automatiquement (par exemple pour rétablir l'alimentation après une surtension sur le réseau).

## Électrisations provoquées

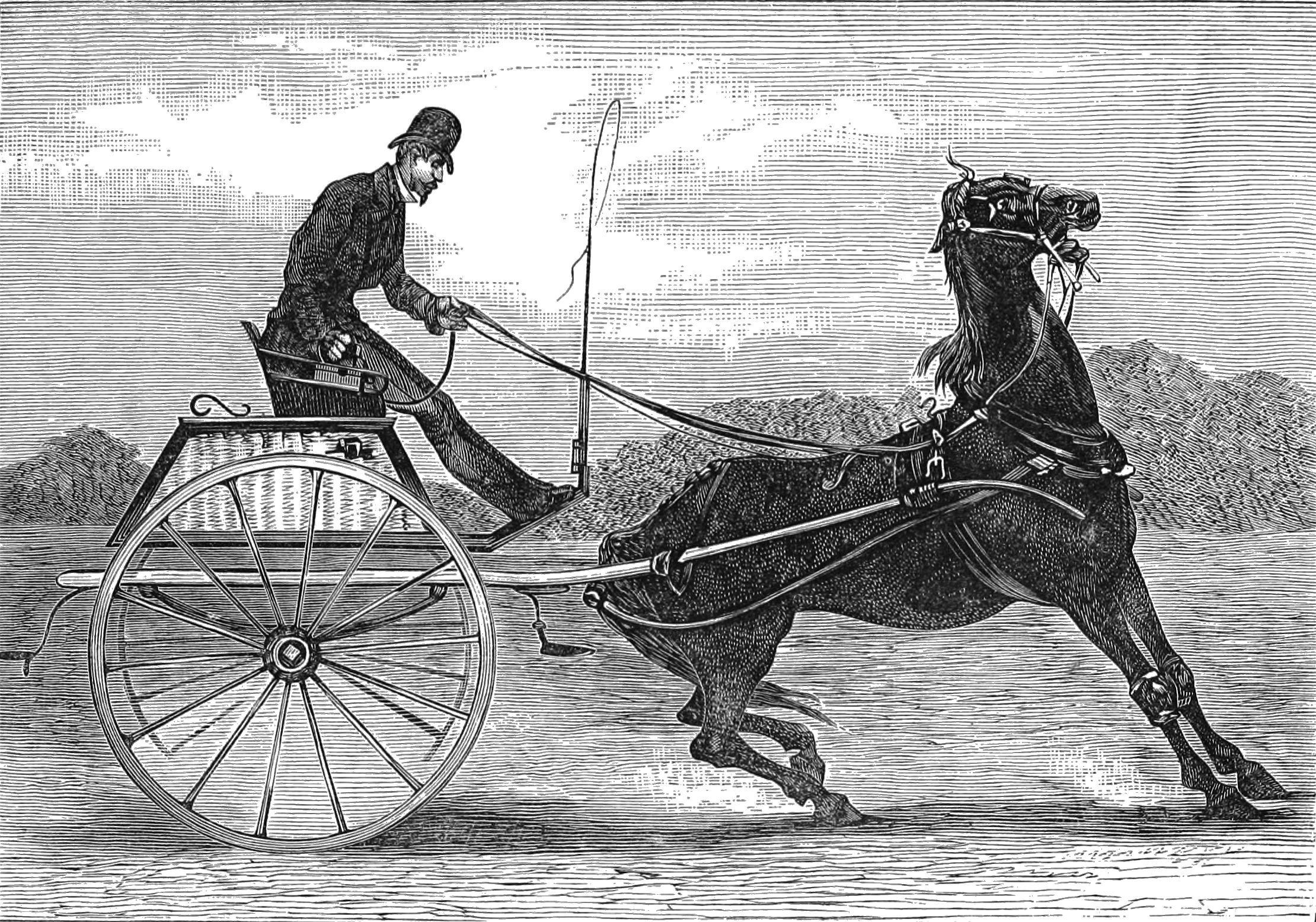
Immobilisation, par choc électrique, d'un cheval emballé (1880).

L'électrisation est un moyen d'immobilisation chez l'homme (par exemple, le Pistolet à impulsion électrique), comme chez l'animal : utilisation dans les abattoirs (moyen controversé en raison de son caractère cruel), pêche électrique, etc.
Le courant électrique continu à basse tension a été utilisé comme moyen de torture, sans intention de mort. Elle utilisait une radio militaire portative de campagne de 67 à 135 volts et de petit ampérage, alimentée par une dynamo manuelle alors appelée « gégène ».
L'électrocution (électrisation conduisant au décès) a été un mode d'exécution de la peine de mort aux États-Unis (chaise électrique).
Elle peut être thérapeutique, comme dans le cas des chocs électriques externes pour traiter un trouble du rythme cardiaque ou lors d'une électroconvulsivothérapie (ou électrochoc).